# Euthalia pyrrha
Euthalia pyrrha är en fjärilsart som beskrevs av John Henry Leech 1892. Euthalia pyrrha ingår i släktet Euthalia och familjen praktfjärilar. Inga underarter finns listade i Catalogue of Life.